# Kosmos 2405
Kosmos 2405, ruski izviđački satelit iz programa Kosmos. Vrste je US-PU (br. 10L).
Lansiran je 28. svibnja 2004. godine u 06:00 s kozmodroma Bajkonura (Tjuratam) u Kazahstanu. Lansiran je u nisku orbitu oko planeta Zemlje raketom nosačem Ciklon-2 11K69. Orbita mu je bila 404 km u perigeju i 415 km u apogeju. Orbitna inklinacija bila mu je 65,03°. Spacetrackov kataloški broj je 28350. COSPARova oznaka je 2004-020-A. Zemlju je obilazio u 92,76 minuta. Pri lansiranju bio je mase kg. 
Izvijestilo se da je ovo novi satelit US-PU iz mornaričkog izviđačkog sustava i sustava ciljanja Legenda (EORSAT). Ispočetka je ovaj satelit bio pogrešno označen kao Kosmos 2407. Kad je Molnija 1-T (2004-005A) ispravno identificirana, ime Kosmos 2405 reasignirano je ovom satelitu.
Vratio se u atmosferu 16. lipnja 2006. godine. Jedan dio satelita odvojio se, kružio u niskoj orbiti i vratio u atmosferu.

## Vanjske poveznice
- N2YO.com Search Satellite Database
- Celes Trak SATCAT Format Documentation (engl.)
- Kunstman  Arhivirana inačica izvorne stranice od 12. kolovoza 2019. (Wayback Machine) Satellites in Orbit (engl.)